# US 모나스티르
위니옹 스포르티브 모나스티리엔(프랑스어: Union Sportive Monastirienne, 아랍어: الاتحاد الرياضي المنستيري)은 1923년 모나스티르에 설립된 튀니지의 축구 클럽이다.

## 선수 명단

### 현역
참고: FIFA 자격 규정에 따라 소속된 국가대표팀 국기를 표시합니다. 선수는 복수의 FIFA 비회원국 국적을 가지고 있을 수 있습니다.
| 번호 | 포지션 | 국적 | 이름          |
| ---- | ------ | ---- | ------------- |
| 19   | MF     |      | 메흐디 가누니 |

| 번호 | 포지션 | 국적 | 이름 |
| ---- | ------ | ---- | ---- |

## 역대 감독
| 감독            | 임기        |
| --------------- | ----------- |
| 도미니크 바테네 | 1989 ~ 1990 |
| 잘렐 카드리     | 2010 ~ 2011 |

틀:US 모나스티르 선수 명단